# Tiotropium
Le tiotropium est un médicament de type anticholinergique, de longue durée d'action, utilisé en inhalation pour traiter les bronchopneumopathies chroniques obstructives (BPCO) et l'asthme sévère.

## Efficacité
Il est plus efficace qu'un bêta-2-mimétique en inhalation pour prévenir les exacerbations des BPCO. Il permet l'amélioration des paramètres de la fonction respiratoire et de la qualité de vie même si la tolérance à l'effort n'est pas objectivement modifiée.
Il existe en poudre à inhaler ou en spray liquide et ces deux formes sont d'efficacité comparable.

## Effets secondaires
Il a été soupçonné d'augmenter la mortalité,. D'autres analyses mettent essentiellement en cause la forme en spray liquide,, possiblement par augmentation du risque de survenue de maladies cardio-vasculaires ou de troubles du rythme cardiaque. Cette surmortalité n'a cependant pas été retrouvée dans une étude de vaste ampleur.